# 鎮守氷川神社
鎮守氷川神社（ちんじゅひかわじんじゃ）は、埼玉県川口市青木にある氷川信仰の神社である。登記上の宗教法人名称は氷川神社（ひかわじんじゃ）。元の下青木村の鎮守であり、旧・青木村の村社である。横尾忠則作の絵画、「自立の炎」が奉納されている。

## 祭神
素盞嗚尊、稲田姫命

## 歴史
- 室町時代の初期（応永年間）の創建とされている。
- 1884年（明治17年） - 本殿・拝殿再建
- 1907年（明治40年）7月 - ここまでに神社合祀により字間野の水戸社、字谷中の稲荷社、字宮前の神明社・稲荷社、字江川の稲荷社、字橋戸の稲荷社2社・石神井社・第六天社・神明社、字堤外の稲荷社三社、字堤根の神明社、字根の天神社、字寺前の稲荷社、字堤外の諏訪社を合祀。
- 1923年（大正12年） - 関東大震災により拝殿・鳥居が倒壊
- 1927年（昭和2年） - 拝殿・鳥居再建
- 1986年（昭和61年） - 新社殿御造営

## 祭事・年中行事
- 祈年祭：3月1日
- 例大祭：10月20日

## 所在地・交通
埼玉県川口市青木5-18-48
- 京浜東北線西川口駅から徒歩15分

## 兼務社
- 上青木氷川神社
- 朝日氷川神社
- 領家稲荷神社